# Hespèrion XXI

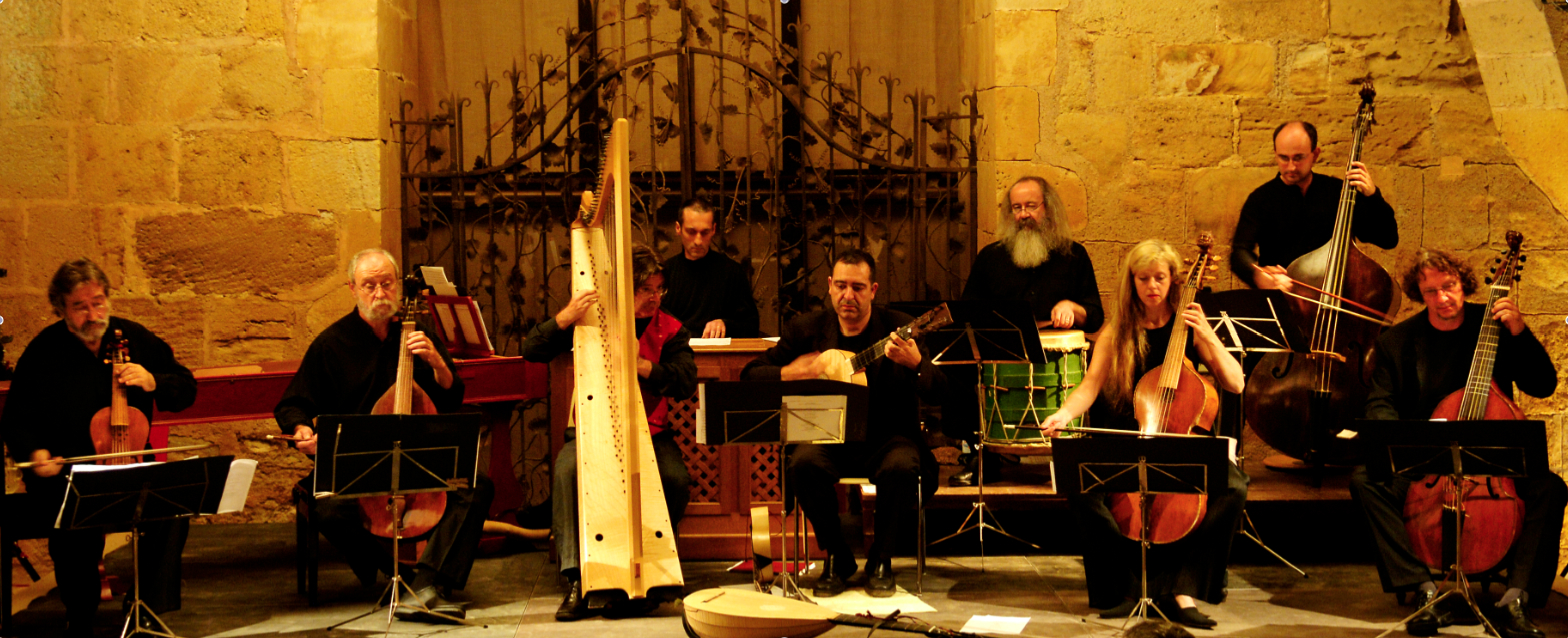

Hespèrion XXI, anciennement Hespèrion XX, est un ensemble international de musique ancienne et  baroque.
L'ensemble change son nom en Hesperion XXI au début du XXIe siècle. Le nom "Hespèrion" est dérivé d'un mot grec classique qui désignait les peuples des péninsules italienne et ibérique.

## Historique
L'ensemble a été formé à Bâle en Suisse en 1974 sous le nom de Hespèrion XX par le violiste Jordi Savall, avec Montserrat Figueras (voix), Lorenzo Alpert (de) (flûte, percussion) et Hopkinson Smith (instruments à cordes pincées). Pedro Estevan l'a rejoint plus tard aux percussions, ainsi que Driss El Maloumi au oud.
L'ensemble interprète de la musique ancienne (musique médiévale, musique de la Renaissance et musique baroque), particulièrement la musique espagnole des XVIe et XVIIe siècles. Il est caractérisé par l'usage de l'improvisation libre autour de structures mélodiques et rythmiques de base.
Depuis sa création, l'ensemble a sauvé de l’oubli de nombreuses œuvres de la Renaissance et de l'époque baroque. L'ensemble a produit, sous la direction de Jordi Savall, de nombreux programmes inédits, contribuant ainsi à une relecture des œuvres du répertoire médiéval, de la Renaissance et du Baroque.
Depuis l'an 2000, l'ensemble poursuit ses recherches musicales du Xe au XVIIIe siècle, dans les répertoires plus anciens, du Siècle d'or espagnol aux Villancicos créoles d’Amérique, en passant par les madrigaux de Monteverdi.
La formation a donné de très nombreux concerts dans le monde entier et a participé à de nombreux festivals internationaux.

## Récompenses
- Grand Prix de l'Académie du disque français
- Prix Edison Amsterdam
- Grand Prix du Disque de l'Académie Charles-Cros.
- Grand Prix de la Japanese Recording Academy
- Cannes Classical Award
- Diapason d'or
- Grand Prix FNAC
- Prix de la Fondation Giorgio Gini

## Discographie sélective

### Hespèrion XX
- 1976 - Weltliche Musik im Christlichen und Jüdischen Spanien (1450–1550), Music from Christian & Jewish Spain. Virgin Veritas 5615912. 2 CD: Court Music and Songs from the Age of the Discoverers 1492–1553 et Sephardic Romances from the Age before the Expulsion of the Jews from Spain 1492
- 1977 - Canciones y Danzas de España. Chant et danse de l'époque de Cervantès (1547–1616). Voir España antigua.
- 1978 - Musicque de Ioye. Astrée (Naïve) ES 9966.
- 1978 - Cansós de Trobairitz. Lyrik der Trobairitz, vers 1200.
- 1978 - El Barroco Español. Tonos humanos & Instrumental music c. 1640–1700. Virgin Veritas 61346.
- 1978 - Samuel Scheidt: Ludi Musici (Prima Pars). Paduana, galliarda, couranta, alemande, intrada, canzonetto... . Voir A Musical Banquet
- 1979 - Llibre Vermell de Montserrat. Eine Pilgerfahrt des 14. Jahrhunderts. Virgin Veritas 5611742.
- 1979 - Giovanni Gabrieli - Giuseppe Guami. Canzoni da sonare à 4, 5, 6, 7, 8 ed 10 voci con B.c. Voir A Musical Banquet.
- 1980 - Orlando di Lasso: Sacræ cantiones. Collegium Vocale Gent, miembros del Knabenchor Hannover et Hespèrion XX. Musique en Wallonie MWH 1002 (LP).
- 1982 - Battaglie e lamenti – Schlacht und Klage. DG Archiv 2533 468 (LP).
- 1983 - XXIII Fantasies par Eustache Du Caurroy. Astrée (Naïve) ES 9931.
- 1983 - François Couperin: Les Nations (1726). Astrée (Naïve) ES 9956 (2 CD). (Information  medieval.org) -
- 1983 - William Brade: Hamburger Ratsmusik um 1600. Intraden, Paduanen und Galliarden. Deutsche Harmonia Mundi 77476 (2 CD).
- 1984 - Viva rey Ferrando. Renaissance music from the Neapolitan Court, 1442–1556. Virgin Veritas 5 61222 2 2. (Fiche sur medieval.org)
- 1985 - Tobias Hume: Poeticall musicke. Paul Hillier y Hespèrion XX. Deutsche Harmonia Mundi (BMG) 77847.
- 1986 - François Couperin : Les Apothéoses (1724/1725). Concert instrumental sous le titre d'Apothéose composé à la mémoire immortelle de l'incomparable M. de Lully. Astrée (Naïve) ES 9947.
- 1986 - Johann Sebastian Bach: Die Kunst der Fuge. Alia Vox AV 9818 A+B (2 CD). Alia Vox AVSA 9818 A+B (SACD).
- 1986 - Antonio de Cabezón (1510–1566). Instrumental works. Voir España antigua.
- 1986 - Johann Hermann Schein : Banchetto musicale. Virgin Veritas CDM 7243 5 61399 2 3.
- 1987 - Ensaladas. Flecha, Heredia, Arauxo. Hespèrion XX y Studio musicae Valencia. Astrée (Naïve) ES 9961.
- 1987 - Hammerschmidt : Vier Suiten aus "Erster Fleiss". Ars Musici 1170.
- 1988 - John Dowland : Lachrimæ or Seven Teares 1604. Astrée (Naïve) ES 9949.
- 1988 - Juan del Enzina : Romances & Villancicos, Salamanca, 1496. Astrée (Naïve) ES 9925.
- 1989 - Christopher Tye : Lawdes Deo. Astrée (Naïve) ES 9939.
- 1989 - Johann Rosenmüller : Sonate da Camera & Sinfonie, 1654–1682. Astrée (Naïve) ES 9979.
- 1990 - John Jenkins : Consort Music for Viols in six parts. Astrée (Naïve) ES 9962.
- 1991 - Lope de Vega : Intermedios del Barroco Hispánico. Astrée (Auvidis) E 8729.
- 1992 - El Cancionero de Palacio, 1474–1516. Música en la corte de los Reyes Católicos. Astrée (Naïve) ES 9943.
- 1992 - El Cancionero de la Colombina, 1451–1506. Música en el tiempo de Cristóbal Colón. Astrée (Naïve) ES 9954.
- 1992 - El Cancionero de Medinaceli, 1516–1556. Música en el tiempo de Carlos V. Astrée (Naïve) ES 9973.
- 1992 - Cristóbal de Morales: Officium Defunctorum. Missa Pro Defunctis. La Capella Reial de Catalunya y Hespèrion XX. Astrée (Naïve) ES 9926.
- 1992 - Guerrero: Sacrae Cantiones. La Capella Reial de Catalunya y Hespèrion XX. Astrée (Naïve) ES 9953.
- 1992 - Tomás Luis de Victoria: Cantica Beatae Virginis. La Capella Reial de Catalunya y Hespèrion XX. Astrée (Naïve) ES 9975.
- 1993 - Alfonso X El Sabio: Cantigas de Santa Maria. Strela do dia. La Capella Reial de Catalunya y Hespèrion XX. Astrée (Naïve) ES 9940.
- 1994 - Folias & Canarios. Astrée (Naïve) ES 9974.
- 1994 - Matthew Locke: Consort of Fower Parts. Astrée (Naïve) ES 9921.
- 1994 - Jeanne La Pucelle. (B.S.O.). La Capella Reial de Catalunya y Hesperion XX. Astrée (Naïve) ES 9938.
- 1995 - Henry Purcell: Fantasias for the Viols (1680). Astrée (Naïve) ES 9922.
- 1997 - Samuel Scheidt: Ludi Musici, Hamburg, 1621. Astré (Naïve) ES 9980.
- 1998 - Joan Cabanilles, 1644–1712. Batalles, Tientos & Passacalles. Alia Vox AV 9801.
- 1998 - Elizabethan Consort Music, 1558–1603. Alberti, Parsons, Strogers, Taverner, White, Woodcock, Anonymes. Alia Vox AV 9804.

### Hespèrion XXI
- 1999 - Díaspora Sefardí. Romances & Música instrumental. Alia Vox AV 9809 A+B (2 CD).
- 2000 - Anthony Holborne: The teares of the Muses. Elizabethan Consort Music, Vol. II. Alia Vox AV 9813.
- 2000 - Carlos V. Mille Regretz: La Canción del Emperador. La Capella Reial de Catalunya y Hespèrion XXI. Alia Vox AV 9814 (CD). Alia Vox AVSA 9814 (SACD-H).}
- 2000 - Battaglie & Lamenti (1600–1660). Monteverdi, Peri, Fontei, Strozzi. Alia Vox AV 9815.
- 2001 - Ostinato. Falconiero, Marini, Merula, Ortiz, Pachelbel, Purcell, Rossi, Valente & Anonimi. Alia Vox AV 9820.
- 2002 - William Lawes: Consort Sets in Five & Six parts. Alia Vox AV 9823 A+B (2 CD).
- 2003 - Alfonso Ferrabosco II: Consort Music to the Viols in 4, 5 & 6 Parts. Alia Vox AV 9832.
- 2003 - Villancicos y Danzas Criollas. De la Ibéria Antigua al Nuevo Mundo, 1559–1759. La Capella Reial de Catalunya y Hespèrion XXI. Alia Vox AV 9834.
- 2004 - Isabel I, Reina de Castilla, Musicas Reales, vol. III. Luces y Sombras en el tiempo de la primera gran Reina del Renacimiento 1451–1504. La Capella Reial de Catalunya y Hespèrion XXI. Alia Vox AV 9838 (CD). Alia Vox AVSA 9838 (SACD-H). (Fiche sur medieval.org)
- 2005 - Don Quijote de la Mancha. Romances y Músicas. La Capella Reial de Catalunya y Hespèrion XXI. Alia Vox AVSA 9843 A+B (2 SACD-H).
- 2005 - Altre Follie 1500-1750. Albicastro, Cabanilles, Cabezón, Corbetta, Correlli, Falconiero, Piccinini, Sanz, Storace, Vivaldi & Anon. Alia Vox AV 9844 (CD). Alia Vox AVSA 9844 (SACD-H).
- 2006 - Orient – Occident. Alia Vox AV 9848 (CD). Alia Vox AVSA 9848 (SACD-H).
- 2006 - Christophorus Columbus. Paraísos Perdidos. La Capella Reial de Catalunya y Hespèrion XXI. Alia Vox AVSA 9850 (SACD-H).
- 2010 - The Borgia Dynasty La Capella Reial de Catalunya, Hespèrion XXI. Alia Vox  9874
- 2014 - Bal-Kan / Miel et sang – Honey and Blood.

### Compilations
- 2001 - España Antigua. Virgin 7243 5 61 964 2 1. 3CD :
  - Cansós de Trobairitz
  - Llibre Vermell de Montserrat
- 2001 - Weltliche Musik im Christlichen und Jüdischen Spanien (1450–1550). 2 CD sous le titre Court Music and Songs from the Age of the Discoverers 1492–1553 y Sephardic Romances from the Age before the Expulsion of the Jews from Spain 1492: 
  - Viva rey Ferrando. Hier unter dem Titel: Renaissance music from the Neapolitan Court, 1442–1556
  - Antonio de Cabezón (1510–1566). Œuvres instrumentales
  - Canciones y Danzas de España.
  - El Barroco Español - Tonos humanos & Instrumental music c.1640–1700.

- 2001 - Music for the Spanish Kings. Virgin Veritas 7243 5 61875 2 8. 2 CD :
  - Viva rey Ferrando. Hier unter dem Titel: Renaissance music from the Neapolitan Court, 1442–1556
  - Antonio de Cabezón (1510–1566). Instrumental works

- 2002 - A Musical Banquet. Schein, Scheidt, Gabrieli. Virgin Veritas 7243 5 62 028 2 5. 3 CD :
  - Johann Hermann Schein: Banchetto musicale
  - Samuel Scheidt: Ludi Musici (prima pars)
  - Giovanni Gabrieli - Giuseppe Guami: Canzoni da sonare

- 2003 - Pieces for the viols. Astrée (Naïve) "Musica Britannica" ES 9986. 5 CD :
  - Matthew Locke: Consort of Fower Parts
  - Tobias Hume: Musicall Humors (1605)
  - Christopher Tye: Lawdes Deo - Complete Consort Musicke
  - John Dowland: Lachrimae or Seven Teares (1604)
  - Henry Purcell: Fantasias for the Viols (1680)

- 2004 - Jordi Savall - Music in Europe 1550–1650. Virgin "Classics" 7243 4 82025 2 9. 5 CD :
  - Antonio de Cabezón (1510-1566). Œuvres instrumentales
  - Canciones y Danzas de España.
  - Giovanni Gabrieli - Giuseppe Guami: Canzoni da sonare
  - Johann Hermann Schein: Banchetto musicale
  - Samuel Scheidt: Ludi Musici (prima pars)